# Viticuso
Viticuso là một đô thị ở tỉnh Frosinone trong vùng Lazio, có vị trí cách khoảng 130 km về phía đông nam của Roma và khoảng 50 km về phía đông của Frosinone. Tại thời điểm ngày 31 tháng 12 năm 2004, đô thị này có dân số 423 người và diện tích là 21,1 km².
Viticuso giáp các đô thị: Acquafondata, Cervaro, Conca Casale, Pozzilli, San Vittore del Lazio, Vallerotonda.